# Musca autumnalis
Ruồi nhà mùa thu (Danh pháp khoa học: Musca autumnalis) hay còn gọi là ruồi mặt người là một loài ruồi trong họ Muscidae, chúng ký sinh trên những con bò hay ngựa. Chúng có thể gặp ở nhiều khu vực của Đông Bắc hay Trung Mỹ. 

## Đặc điểm
Loài ruồi này trông giống các loại ruồi nhà thông thường khác nhưng kích thước có hơi lớn hơn và màu sắc có đậm hơn. Có thể phân biệt ruồi đực dễ dàng vì mắt chúng gần phần đầu hơn so với các loài ruồi nhà khác. Còn ở ruồi cái thì dường như khó phân biệt hơn. Loài ruồi này thường có dải lông nhỏ, mịn và hẹp ở mỗi bên mặt.
Phần mặt được phân ra bởi hai sọc mịn như nhung nối từ gần phần đầu xuống mép dưới của phần mặt. Mắt được phân ra từ phần chân râu. ở loại ruồi mặt, các sọc mịn này có ánh sáng lấp lánh ánh bạc dọc theo độ dài của sọc, Nhưng ở ruồi nhà thì phần nửa trên màu bạc còn phần dưới có màu hơi vàng. Đặc điểm này thì có ổ cả hai giới tính, ruồi đực thường tụ tập lại ở một số loài hoa. 

## Sinh sản
Vào những tháng mùa hè, ruồi cái sẽ đẻ trứng trên các đống phân tươi. Các ấu trùng màu vàng này sẽ sống ở đống phân cho tới khi chúng phát triển thành nhộng, sống dưới đất hay trên bề mặt đất bên dưới đống phân. Ruồi trưởng thành sống nhờ vào các màng nhầy và các chất bài tiết xung quanh mắt, mũi ngựa và gia súc. Gây cho chúng rất nhiều phiền toái.
Trong suốt những tháng mùa đông và mùa thu, con trưởng thành có thể ngủ đông ở trên tường của các toà nhà, cũng giống như ruồi đàn. Vào những ngày ấm áp, những con ruồi ngủ đông này hoạt động trở lại và thường di chuyển vào bên trong các toà nhà với số lượng lớn.